# Jason Mraz
Jason Mraz (Mechanicsville, Virgínia, 23 de juny de 1977) és un cantautor estatunidenc. Està influenciat pel reggae, el pop, el rock, el folk, el jazz, i el hip-hop. Ha tocat amb grans artistes com ara Dave Matthews Band, James Blunt, Gavin DeGraw, Paula Cole, John Popper, Alanis Morissette, Ohio Players, Rachael Yamagata, James Morrison, Lisa Hannigan, John Mayer, Jewel i Colbie Caillat, entre d'altres.

## Biografia
Jason Mraz té el graduat de secundària a la Lee-Davis High School de la seva ciutat natal. Després d'estudiar teatre musical a l'American Musical and Dramatic Academy de Nova York es traslladà a viure a San Diego, allà tocà amb el percussionista Toca Rivera i el guitarrista Carlos Olmeda a la cafeteria Java Joe's. L'any 2001 contragué matrimoni amb Sheridan Edley, de la qual es divorcià mesos després.
Un any més tard, Mraz firmà amb la discogràfica Elektra Records, i retornà a Virgínia a treballar amb el productor John Alagía en el seu àlbum debut Waiting for My Rocket to Come (Espero que torni el meu coet, en català), amb el qual va obtenir un Disc de Platí de la RIAA. El seu primer single fou "The Remedy (I Won't Worry)".
Al juny i juliol del 2005 va obrir els concerts d'Alanis Morissette durant el seu tour Jagged Little Pill Acoustic Tour.
El 26 de juliol del 2005 presentà el seu segon àlbum d'estudi "Mr. A-Z" amb Atlantic Records. Entrà a la Billboard 200 Album Chart al número 5. Al desembre rebé un Grammy pel Best Engineered Album. Al novembre obrí 5 dates de Los Rolling Stones i al març del 2006 tocà el seu primer concert amb les entrades venudes a Singapur amb el cantant Toca al Mosaic Music Festival.
L'any 2008 després de prendre's unes merescudes vacances va treure el seu tercer àlbum d'estudi anomenat We sing. we dance, we steal things. El nom de l'àlbum prové d'una obra d'art de David Shrigley. El single del tercer disc de Mraz fou I'm yours, cançó amb la qual assolí l'èxit total.
Jason Mraz va actuar el 16 de novembre de 2012 al Pavelló Olímpic de Badalona per presentar el nou àlbum, Love Is a Four Letter Word i va interpretar les cançons més rellevants d'aquest disc: entre d'altres, "I Won't Give Up", el primer senzill i que s'havia presentat a començaments de 2012. Love Is A Four Letter Word sona a platja, a tranquil·litat i a pau amb la natura. Sona a la mena d'estil de vida que es diu que Jason Mraz practica.

## Discografia
Àlbums d'estudi:

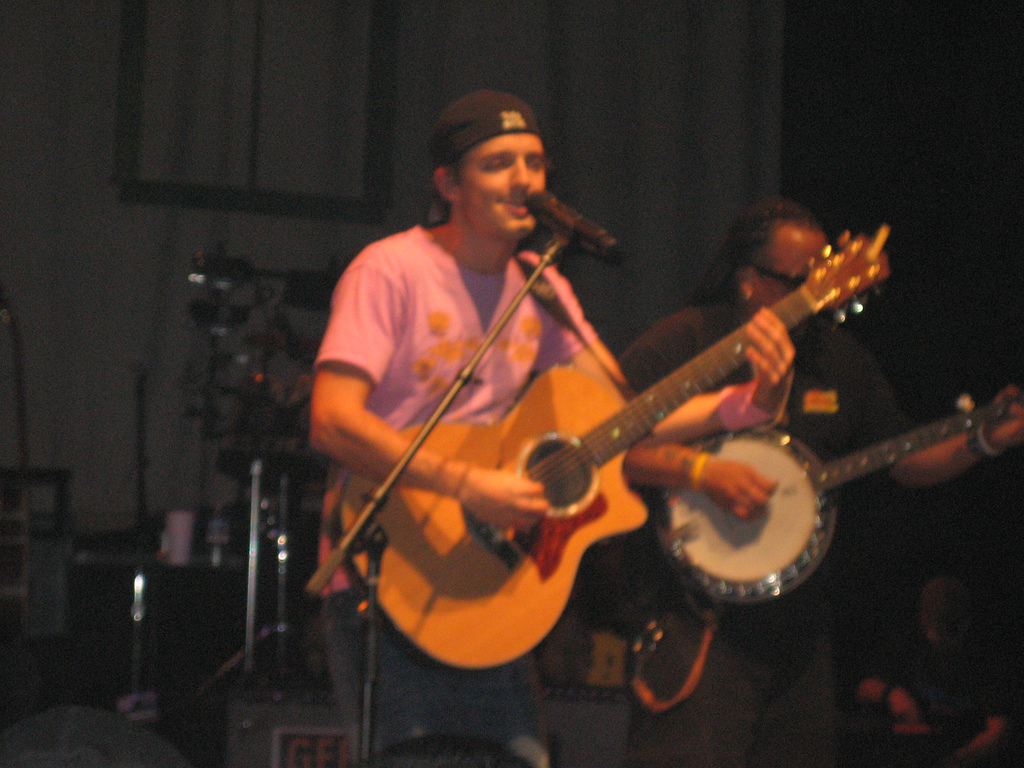
Jason Mraz durant un concert a Copley Symphony Hall (San Diego, Califòrnia)

- Waiting for My Rocket to Come (2002) #55 a E.U.A. (Platí)
- Mr. A-Z (2005) # 5 a E.U.A.
- We Sing, We Dance, We Steal Things (2008) #3 a E.U.A. (Or) #110 a R.U.
- Love is a Four Letter Word (2012)

Àlbums en directe
- A Jason Mraz Demonstration (1999)
- Live at Java Joe's (2001)
- From the Cutting Room Floor (2001)
- Sold Out (In Stereo) (2002)
- The E Minor EP in F (2002)

Altres
- Tonight, Not Again: Jason Mraz Live at the Eagles Ballroom (2004)
- Wordplay EP (2005)
- Extra Credit EP (2005) - Descàrrega Digital
- Jimmy Kimmel Live: Jason Mraz EP (2005) - iTunes
- Geekin' Out Across the Galaxy (2006) - Descàrrega Digital
- Selections For Friends (2007) - Àlbum en viu en Descàrrega Digital
- We Sing, We Dance, We Steal Things (2008)
- Love is a Four Letter Word (2012)

### Singles
| Any  | Títol                          | Posicions  | Posicions  | Posicions | Posicions | Posicions  | Posicions   | Posicions | Posicions | Posicions | Posicions | Posicions | Posicions | Posicions | Posicions | Posicions | Posicions | Posicions | Posicions | Àlbum                              |
| Any  | Títol                          | US Hot 100 | US Pop 100 | US Adult  | US Top 40 | US Digital | CAN Hot 100 | UK        | GER       | NOR       | NET       | ITA       | SWE       | AUS       | NZ        | DIN       | AUT       | IRL       | SUI       | Àlbum                              |
| ---- | ------------------------------ | ---------- | ---------- | --------- | --------- | ---------- | ----------- | --------- | --------- | --------- | --------- | --------- | --------- | --------- | --------- | --------- | --------- | --------- | --------- | ---------------------------------- |
| 2003 | "The Remedy (I Won't Worry)"   | 15         | –          | 4         | 7         | –          | –           | 79        | –         | –         | 12        | –         | –         | 63        | 32        | –         | –         | –         | –         | Waiting for My Rocket to Come      |
| 2004 | "Curbside Prophet"             | –          | –          | 23        | –         | –          | –           | –         | –         | –         | –         | –         | –         | –         | –         | –         | –         | –         | –         | Waiting for My Rocket to Come      |
| 2004 | "You and I Both"               | 110        | –          | 15        | 35        | –          | –           | –         | –         | –         | –         | –         | –         | –         | –         | –         | –         | –         | –         | Waiting for My Rocket to Come      |
| 2005 | "Wordplay"                     | 81         | 59         | 17        | –         | 44         | –           | –         | –         | –         | –         | –         | –         | –         | –         | –         | –         | –         | –         | Mr. A-Z                            |
| 2005 | "Geek in the Pink"             | –          | 90         | 32        | 36        | 45         | –           | 128       | –         | –         | –         | –         | –         | –         | –         | –         | –         | –         | –         | Mr. A-Z                            |
| 2008 | "I'm Yours"                    | 6          | 5          | 1         | 4         | 3          | 11          | 8         | 1         | 4         | 4         | 1         | 3         | 1         | 2         | 9         | 2         | 16        | 6         | We Sing. We Dance. We Steal Things |
| 2008 | "Make It Mine"                 | –          | –          | 34        | –         | –          | –           | –         | 100       | –         | –         | –         | 24        | –         | –         | –         | –         | –         | –         | We Sing. We Dance. We Steal Things |
| 2008 | "Lucky (feat. Colbie Caillat)" | 66         | 51         | –         | –         | 33         | –           | –         | –         | –         | –         | –         | –         | –         | –         | –         | –         | –         | –         | We Sing. We Dance. We Steal Things |

## Premis i nominacions
| Any  | Premi                                                                    |
| ---- | ------------------------------------------------------------------------ |
| 2002 | San Diego Music Awards - Millor Acústic (Guanyat)                        |
| 2003 | San Diego Music Awards - Artista de l'Any (Guanyat)                      |
| 2003 | San Diego Music Awards - Cançó de l'Any (Guanyat)                        |
| 2003 | San Diego Music Awards - Artista de l'Any (Guanyat)                      |
| 2005 | Premis Grammy - Millor Àlbum Dirigit, No Clàssic (Per Mr. A-Z) (Nominat) |